# Dvorac Kolossi
Dvorac Kolossi je uporište koje se nalazi nekoliko kilometara od grada Limassola na Cipru. 
U srednjem vijeku je imao veliki strateški položaj i nadzirao je proizvodnju šećera, koja je bila jedan od najvažnijih izvoznih proizvoda Cipra. Dvorac je najvjerojatnije isprva napravila franačka vojska 1210. godine kada je jeruzalemski kralj Hugo III. cijeli taj prostor predao Ivanovcima. Sadašnji dvorac je napravljen 1454. godine. U zamku su između ostalih boravili engleski kralj Rikard Lavljeg Srca i Templari.

## Vanjske poveznice
|  | Zajednički poslužitelj ima još gradiva o temi Dvorac Kolossi |